# Guide Odé
 (juin 2014).
Si vous disposez d'ouvrages ou d'articles de référence ou si vous connaissez des sites web de qualité traitant du thème abordé ici, merci de compléter l'article en donnant les références utiles à sa vérifiabilité et en les liant à la section « Notes et références ».
Les guides Odé forment une collection de guides touristiques édités en France de 1943 à 1965 par Doré Ogrizek (1899-19..), dont les initiales inversées forment le nom de ladite collection.

## Historique de la collection
Les guides Odé ont connu un certain succès au moment de leur parution et sont toujours appréciés des collectionneurs du fait de leur contenu plaisant, avec de très nombreuses illustrations. Ce ne sont pas à proprement parler des guides touristiques, dans la mesure où leur format ne les destine pas à être mis dans la poche du voyageur. En outre ils contiennent peu, voire pas de renseignements pratiques. Ils servent plus de guide avant ou après le voyage que pendant. Ceci explique qu'ils gardent encore aujourd'hui un certain attrait.
L’éditeur faisait appel à des écrivains et contributeurs de renom : Jean Cocteau préfaça par exemple les guides Paris tel qu'on l'aime, l'Allemagne, le Portugal et la Grèce. À l’instar d’autres éditeurs de guides de l’époque, guides bleus, guides Nagel, les guides Odé visaient à une certaine universalité : États-Unis (1946), Afrique Noire (1952), Japon (1954), Mexique et Amérique centrale ; Terres Saintes (1955), Amérique du Sud (en 2 volumes 1957-58). Parurent aussi des guides « curieux » tels que Savoir vivre international (1950), Le monde à table, Guide-dictionnaire de la Gastronomie Internationale (1952). Cette collection était déclinée pour les bibliophiles avec une édition de luxe, pleine peau, mais sans la jaquette illustrée.
Une autre collection, « Le guide à la page », au format plus réduit (17,5 × 10,5 cm), se rapproche plus d’un guide de voyage classique, comportant des renseignements pratiques.
L'éditeur a aussi fait paraître certains titres sous un format plus grand (24,5 × 22,5 cm) en adjoignant au titre du guide le sous-titre Un portrait en couleurs.
Les guides ont cessé de paraître au milieu des années 1960.
À Paris, la Bibliothèque du tourisme et des voyages Germaine-Tillion, possède un important fonds de guides Odé facilement accessible au public.

## Liste des guides
Source
- Les précurseurs
  - 1942 : La France, Paris et Ile-de-France, textes de Roger Roumagnac ; gastronomie de Pierre Andrieu ; illustrations de Georges Beuville, Fircsa, Pilon, Grau-Sala, de Sainte-Croix
  - 1944 : La France, Paris et les Provinces, gastronomie de Pierre Andrieu. Il existe une édition en anglais parue la même année. Ce guide a paru d'abord l'année précédente en allemand sous l'occupation sous le titre Paris, Frankreich, und Provinzen[2]
- La collection « Le monde en couleurs »
  - 1946 : Les États-Unis d'Amérique, illustrations de Georges Beuville, Pierre Noël, Jacques Liozu, Le Romain
  - 1947 : La Grande-Bretagne
  - 1948 : Le Benelux. Belgique, Nederland, Luxembourg, illustrations de Georges Beuville, Albert Brenet, J. Hilpert, Jacques Liozu, Pierre Noël
  - 1949 : Paris tel qu'on l'aime, préface de Jean Cocteau
  - 1950 :
    - Les Provinces de France, préface de Georges Duhamel. Gastronomie par Edouard de Pomiane.
    - Savoir-vivre international, Code de la susceptibilité et des bons usages à travers le monde textes, textes de Pierre Daninos
    - L'Italie, illustrations de Georges Beuville, Brenet, Pierre Noël, Pichard, textes de Marcel Brion, Philippe Lefrançois, Jean-Louis Vaudoyer

  - 1951 :
    - L'Espagne
    - Les Pays nordiques : Danemark, Norvège, Suède, Finlande

  - 1952 :
    - L'Afrique du Nord : Algérie, Tunisie, Maroc français & espagnol, Sahara, Libye, avant-propos de Pierre Mac Orlan
    - L'Afrique Noire, Éthiopie, Madagascar, avant-propos de Maurice Bedel, illustrations de Georges Beuville
    - Le Monde à table: Guide-dictionnaire de la gastronomie internationale

  - 1953 : La Grèce, textes de Jacques de Lacretelle, Jean-Louis Vaudoyer, Maurice Bedel, préface de Jean Cocteau
  - 1954
    - Le Japon, avant-propos de Georges Duhamel. illustrations en couleurs de Albert Brenet et de Georges Beuville, Jacquemot, Jacques Liozu
    - L'Allemagne, avant-propos de Jean Cocteau
    - Terres Saintes : Jordanie, Syrie, Liban, Israël, préface de Pierre Benoit
    - La Yougoslavie
    - La Suisse
    - Le Mexique, Amérique Centrale, Antilles

  - 1957 :
    - Le Portugal, avant-propos par Jacques de Lacretelle,
    - L'Amérique du Sud tome I : Brésil, Venezuela, Colombie, Équateur, Guyanes, préface d'André Maurois

  - 1958 : L'Amérique du Sud tome II : Argentine, Uruguay, Paraguay, Pérou, Bolivie, Chili, préface de Louis Pasteur Vallery-Radot
  - 1959 : L'Autriche
- La collection « Le guide à la page »
  - 1953 :
    - Allemagne occidentale
    - Italie
    - Espagne
    - Autriche
    - Iles Britanniques

  - 1954 : Paris utile et futile
  - 1956 : Suisse
- La collection « Un portrait en couleurs »
  - 1958 : Notre Europe (ouvrage, destiné à la jeunesse, réalisé à l'initiative du Conseil de l'Europe)
  - 1959 : La France : un portrait en couleurs, avant-propos de Jean Cocteau et Georges Duhamel, Paris et les provinces par d'éminents écrivains
  - 1960 :
    - L'U.R.S.S. : un portrait en couleurs , cartes de Jacques Liozu
    - Le Japon : un portrait en couleurs, avant-propos de Georges Duhamel, illustrations en couleurs de Albert Brenet et de Georges Beuville, Jacquemot, Jacques Liozu
    - Terres Saintes : un portrait en couleurs Jordanie, Syrie, Liban, Israël

  - 1962 : L'Italie d'hier et d'aujourd'hui : un portrait en couleurs
  - 1963 : L'Espagne d'hier et d'aujourd'hui : un portrait en couleurs
  - 1964 : L'Allemagne : un portrait en couleurs
  - 1965 : La Grèce d'hier et de toujours : un portrait en couleurs